# Eugène Lokwa Ilwaloma
Eugène Lokwa Ilwaloma est un homme politique de la République démocratique du Congo. Il est ministre des Droits humains dans les deux gouvernements Gizenga I et Gizenga II, de février 2007 à octobre 2008. Il est membre du Parti démocrate-chrétien.

## Biographie
Il naît à Mbandaka le 27 mai 1934. Il épouse Madeleine Nsa Nyange, née aussi à Mbandaka le 7 juillet 1937 ; de cette union naitra huit enfants, quatre filles et quatre garçons.
Il a étudié à Bruxelles (université libre de Bruxelles). Il a fait le droit, et obtient son diplôme avec mention grande distinction en 1970. Il rentre à Kinshasa avec femme et enfants, où il exercera comme avocat près de la cour d'Appel de Kinshasa. En 1973, il sera nommé vice-recteur de l'UNAZA (université national du Zaïre) "Louvanium". En 1975, il devient DG (directeur général) de l'IPN (institut pédagogique national), puis il va entamer une carrière politique jusqu'en 1986. De là, il mettra une pause à sa carrière politique jusqu'en 2007. En 2008, il rentre à Bruxelles et le 10 décembre 2014 il décédera à l'hôpital Saint-Michel à Etterbeek.